# Seznam židovských památek v Libereckém kraji
Toto je seznam židovských památek v Libereckém kraji aktuální k roku 2011, ve kterém jsou uvedeny židovské památky v oblasti Libereckého kraje.
| Název                                  | Obrázek                         | Místo                                        | Okres      | Druh             | Galerie Commons                                               | Popis památky a přístup |
| -------------------------------------- | ------------------------------- | -------------------------------------------- | ---------- | ---------------- | ------------------------------------------------------------- | --- |
| Starý židovský hřbitov v České Lípě    | Starý ŽH Česká Lípa             | Česká Lípa (50°41′28″ s. š., 14°32′6″ v. d.) | Česká Lípa | Židovský hřbitov |                                                               | Starý židovský hřbitov, založený před rokem 1575, leží v České Lípě severně od křižovatky ulic U Střelnice a Roháče z Dubé. Dochovaly se náhrobky od 17. století, pohřby se zde konaly až do roku 1905. Areál byl zdevastován nacisty a většina náhrobků byla odvezena. K rekonstrukci se přistoupilo až v 90. letech 20. století. Hřbitov je jednou z českolipských nemovitých kulturních památek, ve městě se nacházel také Nový židovský hřbitov. synagoga z roku 1864 byla zničena nacisty v roce 1938. |
| Nový židovský hřbitov v České Lípě     | ŽH Česká Lípa                   | Česká Lípa (50°41′28″ s. š., 14°32′6″ v. d.) | Česká Lípa | Židovský hřbitov |                                                               | Nový židovský hřbitov byl založen v roce 1905 vedle městského křesťanského hřbitova. V 80. letech 20. století byl hřbitov zcela zničen včetně velké obřadní síně. Na jeho místě, v areálu Základní školy na sídlišti Špičák, v současnosti stojí v roce 2004 obnovený památník 17 židovským obětem pochodu smrti z koncentračního tábora Schwarzheide, které zemřely v České Lípě na začátku května 1945. Pomník se jmény těchto obětí se nalézá také v lese jižně od města směrem na ves Sosnovou, kde byli až do 10. října 1945 dočasně pohřbeni. Ve městě se nachází též Starý židovský hřbitov, synagoga z roku 1864 byla zničena nacisty v roce 1938. |
| Zaniklý židovský hřbitov v Českém Dubu | Židovské náhrobky v Českém Dubu | Český Dub (50°39′33″ s. š., 14°59′28″ v. d.) | Liberec    | Židovský hřbitov | Kategorie „Jewish cemetery in Český Dub“ na Wikimedia Commons | Hřbitov zanikl za druhé světové války, zbylé tři náhrobky byly přeneseny do zahrady dnešního Podještědského muzea |
| Synagoga v Liberci                     | Synagoga Liberec                | Liberec (50°46′17″ s. š., 15°3′30″ v. d.)    | Liberec    | Synagoga         | Kategorie „New synagogue in Liberec“ na Wikimedia Commons     | Liberecká Nová synagoga, vystavěná v roce 2000 na místě původní synagogy v Liberci na nároží Rumjancevovy a Sokolské ulice zdroj, někdy též nazývaná Stavba smíření. Jedná se o jedinou novou synagogální stavbu postavenou po r. 1989 v tzv. Východním bloku (mimo SRN). |
| Židovský hřbitov v Liberci             | ŽH Liberec                      | Liberec (50°46′50″ s. š., 15°3′45″ v. d.)    | Liberec    | Židovský hřbitov | Kategorie „Jewish cemetery in Liberec“ na Wikimedia Commons   | Židovský hřbitov v Liberci jihovýchodně od nároží ulic Květnové revoluce a Ruprechtické |
| Synagoga v Turnově                     | Turnovská synagoga              | Turnov (50°35′13″ s. š., 15°9′13″ v. d.)     | Semily     | Synagoga         | Kategorie „Synagogue in Turnov“ na Wikimedia Commons          | Synagoga v Turnově v Krajířově ulici (zdroj) |
| Židovský hřbitov v Turnově             | ŽH Turnov                       | Turnov (50°35′0″ s. š., 15°9′9″ v. d.)       | Semily     | Židovský hřbitov | Kategorie „Jewish cemetery in Turnov“ na Wikimedia Commons    | Židovský hřbitov v Turnově v Sobotecké ulici pod nadjezdem silnice E442. |
| Židovská čtvrť v Turnově               | Židovská čtvrť Turnov           | Turnov (50°35′13″ s. š., 15°9′13″ v. d.)     | Semily     | Židovská čtvrť   | Kategorie „Jewish community in Turnov“ na Wikimedia Commons   | Židovská čtvrť v Turnově v Krajířově ulici (zdroj) |